# 森夏姫
森 夏姫（もり なつき、1979年8月10日 - ）は、日本の女性声優。埼玉県出身。アーツビジョン所属。

## 来歴
劇団東俳・養成所、江崎プロダクション付属養成所、映像テクノアカデミア出身。
以前は九プロダクション、マウスプロモーションに所属していた。

## 人物
趣味・特技は一人旅、グリーティングカード作り、歌（少々）。

## 出演
太字はメインキャラクター。

### テレビアニメ
2005年
- ギャラリーフェイク（受験生）
- D.C.S.S. 〜ダ・カーポ セカンドシーズン〜（母親）
- ToHeart2（オバチャン）
- ノエイン もうひとりの君へ（美有樹・母）
- ハチミツとクローバー（幸田教授）
- まじめにふまじめ かいけつゾロリ（2005年 - 2006年、子供、カバの母親、女の子A 他）

2006年
- ガラスの艦隊（マリー・スフォルツァ、おばさん、成金妻〈貴族婦人〉）
- 銀魂（やさしかったお母さん、銀行員）
- コヨーテ ラグタイムショー
- しにがみのバラッド。（保健の先生）
- 009-1（女将、看護士長）
- 天保異聞 妖奇士（老婆）
- NIGHT HEAD GENESIS（滑皮、田中ひとみ、橘玲子、都築母、女性、母 他）
- NANA（ノブの母、おばちゃん）
- ハチミツとクローバーII（幸田教授、猫）
- 魔法食堂チャラポンタン（キリボシ）
- 無敵看板娘（女性）
- よみがえる空 -RESCUE WINGS-（白拍子の母、おばさん）
- 落語天女おゆい（お幸、お米 他）
- ロックマンエグゼBEAST（おばちゃん）
- ワンワンセレプー それゆけ!徹之進（黒金志摩、メリッサ、サル美）

2007年
- おおきく振りかぶって（水谷きよえ）
- かみちゃまかりん（おばさん）
- キスダム -ENGAGE planet-（ララァ）
- 鋼鉄神ジーグ（早乙女門子）
- こどものじかん（レイジ（少年）、レイジの母）
- ZOMBIE-LOAN（みちるの伯母、生徒B）
- D.C.II S.S. 〜ダ・カーポII セカンドシーズン〜
- デジモンセイバーズ（ニャロモン）
- 東京魔人學園剣風帖 龖（母親、祈祷師）
- 東京魔人學園剣風帖 龖 第弐幕（アン子母）
- NARUTO -ナルト- 疾風伝（看護師）
- のだめカンタービレ（中村みどり、老人の妻、教官）
- バンブーブレード（西山佳恋、都の姉）
- ぼくらの（春江）

2008年
- 機動戦士ガンダム00（母親）
- クリスタル ブレイズ（部下、ホステス）
- 屍姫 赫（信者のおばさん）
- デルトラクエスト（チルの母）
- テレパシー少女 蘭（奥さん）
- To LOVEる -とらぶる-（オバちゃん）
- 隠の王（客）
- もっけ（家の人）

2009年
- エグザムライ戦国（町人、農婦）
- はっけん たいけん だいすき!しまじろう
- リストランテ・パラディーゾ（老夫婦・妻、ジャンナ）

2010年
- おおきく振りかぶって 〜夏の大会編〜（水谷きよえ）

2012年
- トータル・イクリプス（雨宮）

2014年
- 牙狼-GARO- -炎の刻印-（宿の女将）

2017年
- 境界のRINNE（おばあさん）

2018年
- ピアノの森（2018年 - 2019年、司会、担任、野々村、クリスティナ） - 2シリーズ

2021年
- 装甲娘戦機（高村）

2022年
- RPG不動産（琴音の祖母）
- 夫婦以上、恋人未満。（老夫婦〈妻〉）

2025年
- ばいばい、アース（ツヴァイ）

### 劇場アニメ
- あらしのよるに（2005年、ヤギ）
- 伏 鉄砲娘の捕物帳（2012年）
- 劇場版gdgd妖精sっていう映画はどうかな…?（2014年、魔女[10]）

### OVA
- 鴉 -KARAS-（2005年、女子アナ）
- 最終兵器彼女 Another love song（2005年、アナウンサー）
- 舞-乙HiME Zwei（2006年、キャスター）
- XXXHOLiC 春夢記（2009年、旅館の女性F）

### Webアニメ
- 亡念のザムド（2008年、笹村のおばあちゃん[11]、尖端島官長）

### ゲーム
2006年
- planetarian 〜ちいさなほしのゆめ〜（少女）

2007年
- ジェットインパルス
- マブラヴ ALTERED FABLE（雨宮中尉）

2008年
- 幻想水滸伝ティアクライス（クレイア、ヌザート、ラティルダ、レスノウ）
- ティアーズ・トゥ・ティアラ 花冠の大地（子供たち）

2009年
- バンブーブレード 〜"それから"の挑戦〜（西山佳恋）

2010年
- ゴッド・オブ・ウォーIII

2012年
- Confidential Money 〜300日で3000万ドル稼ぐ方法〜（ポーラ）

2013年
- マブラヴ オルタネイティヴ トータル・イクリプス（雨宮中尉）

2019年
- ドラゴンクエストXI 過ぎ去りし時を求めて S

2020年
- The Last of Us Part II（エミリー）

2023年
- ゼルダの伝説 ティアーズ オブ ザ キングダム（チューリ）

2025年
- マリオカート ワールド（パックンフラワー）

### ドラマCD
- オトダマ-音霊-（美佳）
- エトワールお嬢様の冒険 ドラマCD 〜マール王国の人形姫・外伝〜（アイリス）
- 慈雨（水沢咲子）
- S・A（理事長）
- 月に狼（女客、女、弟）
- とらいあんぐるハート'S サウンドステージ（ミラ・バーレット）
- 花嫁は緋色に囚われる（麗那）
- バンブーブレード「紅盤」（西山佳恋）
- 不器用なサイレント（クラス委員）
- やさしい竜の殺し方（子供）
- 義経記（子供、母親、那須の母） - ゲーム限定版付録
- ラブルートゼロ シリーズ（日高由紀恵）
  - ラブルートゼロ 失恋と嘘、迷子な僕ら。
  - ラブルートゼロ サヨナラと言えない僕らは…
- LOVELESS（キャビン・アテンダント、パソコンの声）
- ルボー・サウンドコレクション 耳をすませばかすかな海（和輝の母）

### オーディオドラマ
- 墜落JKと廃人教師（2022年、凪真琴） - 「花とゆめ」2022年10・11合併号付録[16]

### 吹き替え

#### 映画
- アイ・アム・レジェンド（TVリポーター〈アン・カリー〉）※テレビ朝日版
- アイランド
- アイルランド・ライジング
- アクアマン/失われた王国（ニュース女2[27]）
- 悪党に粛清を（マデリン〈エヴァ・グリーン〉）
- 悪魔のいけにえ（パム）※BD版
- アス（アデレード・ウィルソン / レッド〈ルピタ・ニョンゴ〉）
- アメイジング・スパイダーマン（リッター〈バーバラ・イヴ・ハリス〉）
- アメイジング・スパイダーマン2（フェリシア〈フェリシティ・ジョーンズ〉、ハワード〈スカイラー・ギソンド〉[28]）
- アローン・イン・ザ・ダークII
- アンフィニッシュ・ライフ（ジュディ）
- イースターラビットのキャンディ工場（受付嬢）
- 1%の奇跡（ユギョン）
- インセプション
- ウォール・ストリート
- エディット・ピアフ〜愛の讃歌〜（ジャンヌ）
- オーストラリア
- おとなの恋には嘘がある
- 噛む女（シェリー）
- キャットウーマン ※ソフト版
- 恋とニュースのつくり方
- サイコハウス（英語版）（ソーシャルワーカー）
- ザ・スーサイド・スクワッド “極”悪党、集結（フロー〈ティナシー・カジェセ〉[29]）
- ザ・センチネル/陰謀の星条旗
- 12人のパパ2（エリオット）
- S.W.A.T. ※日本テレビ版
- ソウ3
- ダイ・ハード4.0
- チャーリーズ・エンジェル フルスロットル ※テレビ朝日版
- デトネーター ※テレビ東京版
- トレジャー・バディーズ 〜小さな5匹の大冒険〜
- ナイトスイム（ルーシー・サマーズ〈ジョディ・ロング〉[30]）
- ナイロビの蜂
- 9デイズ（女性）※フジテレビ版
- ネクスト・ドリーム/ふたりで叶える夢（ケイティ〈ゾーイ・チャオ〉）
- ネバー・サレンダー 肉弾凶器 ※テレビ東京版
- パイレーツ・オブ・カリビアンシリーズ
  - パイレーツ・オブ・カリビアン/デッドマンズ・チェスト
  - パイレーツ・オブ・カリビアン/ワールド・エンド（スカーレット）
  - パイレーツ・オブ・カリビアン/最後の海賊（ビアトリス）
- ハリウッドランド
- ビッグママ・ハウス2（リサコーチ）
- ファイナル・デッドサーキット 3D（シャーリーン）
- Vフォー・ヴェンデッタ
- フランシスコの2人の息子（ウェルソン〈少年時代〉）
- プルーフ・オブ・マイ・ライフ
- ブレードランナー（ゾーラ〈ジョアンナ・キャシディ〉）※ザ・シネマ版
- ホテル・ルワンダ（オデット）
- マリー・アントワネット（ヴィクトワール内親王〈モリー・シャノン〉）
- ミッション: 8ミニッツ
- ユナイテッド93 ※DVD版
- ラストサマー3
- ラ・ヨローナ〜泣く女〜（パトリシア〈パトリシア・ヴェラスケス〉）
- レイン・オブ・アサシン
- レッド・ウォーター/サメ地獄（マリ）※テレビ東京版
- レンフィールド（レベッカ・クインシー〈オークワフィナ〉[31]）
- ローガン・ラッキー（ボビー・ジョー・チャップマン〈ケイティ・ホームズ〉）

#### ドラマ
- iCarly
- イルジメ〜一枝梅（シムドク）
- ヴェロニカ's クローゼット
- エイリアス
- エバーウッド 遥かなるコロラド（ローズ・アボット〈メリリン・ガン〉）
- 華麗なるペテン師たち4
- クリミナル・マインド FBI行動分析課
- グレイズ・アナトミー3（ジェイミー）
- ゴースト 〜天国からのささやき（シャロン）
- コールドケース 迷宮事件簿
- サード・ウォッチ
- CSI:科学捜査班
- CSI:ニューヨーク
- CSI:マイアミ
- 主任警部アラン・バンクス
- 新ビバリーヒルズ青春白書（ジャクリーヌ）
- スキップ・ビート 〜華麗的挑戦〜
- スターゲイト アトランティス シーズン5（バンクス）
- スタートレック:エンタープライズ
- ただ君だけ（ヨアンナ修道女）
- ダメージ（レギュラー）
- デスパレートな妻たち
- トゥルークライム・ショー:殺人狂騒曲（エヴァ〈ケイリー・クオコ〉[32]）
- トンイ
- 犯罪捜査官ネイビーファイル
- HEROES/ヒーローズ（ダフニ・ミルブルック〈ブレア・グラント〉）
- ブラック・アース・ライジング（ケイト・アシュビー〈ミカエラ・コール〉）
- ミディアム 霊能者アリソン・デュボア
- ムーンナイト
- 名探偵モンク
- ヤング・スーパーマン
- ユーリカ シーズン3
- リンガー 〜2つの顔〜（ジェマ・バトラー〈タラ・サマーズ〉）
- LOST

#### アニメ
- アダムス・ファミリー（グレーヴリー先生[33]）
- アーリーマン 〜ダグと仲間のキックオフ!〜
- ザ・シンプソンズ MOVIE（アグネス・スキナー夫人、クッキー・クワン、メディスン夫人）※劇場公開版
- スター・ウォーズ/クローン・ウォーズ（ラッツ）
- ソウルフル・ワールド（カウンセラー・ジェリー、ダンサースター[34]）

### 特撮
- 仮面ライダーディケイド（2009年、クイーンアントロード / フォルミカ・レギアの声）